# José Luis González Uriol
José Luis González Uriol (Zaragoza, 16 de noviembre de 1936) es un organista, clavecinista y profesor español.

## Biografía
Comenzó sus estudios musicales en el Conservatorio Superior de Música de Zaragoza, fue catedrático de órgano y clavecín entre los años 1985 y 2007. Durante su formación fue alumno de profesores tan destacados como Montserrat Torrent i Serra, Macario Santiago Kastner, Luigi Ferdinando Tagliavini o Gustav Leonhardt.
González Uriol es un especialista en música antigua española e intérprete de prestigio. Como tal, ha realizado numerosas grabaciones discográficas, entre las que cabe destacar el doble CD dedicado a Antonio de Cabezón, que ha sido realizado en los órganos históricos más importantes de Europa. En la actualidad es organista titular del órgano histórico «José de Sesma» del Patio de la Infanta (construido en 1692 por José de Sesma, ca. 1625 a 1699), y del órgano «Spaeth» de la Real Capilla de Santa Isabel de Portugal en Zaragoza, además de consejero de la Institución Fernando el Católico y fundador de la sección de música antigua de esta institución. También es director del curso y festival de música antigua de Daroca desde 1979, el más antiguo de Aragón de esta temática.

## Reconocimientos
Entre los diversos reconocimientos que ha recibido durante su trayectoria profesional se encuentran:
- Cruz de Alfonso X el Sabio
- Medalla de las Cortes de Aragón
- Medalla al Mérito Cultural del Gobierno de Aragón